# Айрапетян, Луара Гургеновна
Луара Гургеновна Айрапетян (арм. Լուարա Հայրապետյան; род. 29 сентября 1997, Астрахань, Россия) — российская, армянская и американская певица, лауреат ряда международных музыкальных конкурсов. Известна также под псевдонимом Luara Melody. Представляла Россию на национальном отборе Детского Евровидения 2006, где заняла 2-е место, потом Армению на Детском Евровидении 2009 и также заняла второе место.

## Биография
Луара Айрапетян начала заниматься вокалом и бальными танцами уже в четыре года. Несмотря на юный возраст, не раз становилась победителем различных всероссийских и международных конкурсов. В 2003 году завоевала Гран-при в номинации «Маленькое чудо» на международном фестивале «Радуга» в Волгограде. В 2005 году за успехи в области искусства и художественного творчества стала стипендиатом Правительства Астраханской области. В 2006 году была удостоена Гран-при на Всероссийском конкурсе эстрадной песни в г. Туапсе, а также приняла участие в российском отборочном конкурсе детского «Евровидения 2006», в котором заняла второе место после сестёр Толмачёвых, выигравших впоследствии и финал конкурса.
В 2008 году стала победительницей детского музыкального конкурса международного фестиваля искусств «Славянский базар 2008» и впервые участвовала в национальном отборе на детский конкурс Евровидение от Армении. В 2009 году она вновь попыталась отобраться на детское «Евровидение» в Армении. В этом году помимо Луары Айрапетян за право представлять Армению в финале боролись ещё шесть молодых исполнителей — Ангел Петросян, Джули Берберян и Лика Мушегян, группа «Чермак ампикнер» (Белые облака), группа «Урах хоханджнер» (Веселый перезвон), группа «Зангак» (Колокол) и Размик Агаджанян. Победитель национального отбора определялся путём голосования телезрителей и жюри во время прямого эфира Общественного телевидения Армении. Им стала Луара Айрапетян, исполнившая песню собственного сочинения об испанском футбольном клубе «Барселона».
В финале конкурса, который прошёл в Киеве, Луара Айрапетян заняла второе место, разделив его с участницей из России Катей Рябовой. В результате голосования телезрителей и жюри они обе набрали по 116 баллов и отстали на 5 баллов от победителя из Нидерландов Ральфа Макенбаха.
В декабре 2009 года Луара Айрапетян заняла второе место в международном конкурсе «Детская Новая волна-2009».
С 2011 года проживает в Лос-Анджелесе.
В 2012 году в 15 лет взяла псевдоним Luara Melody.
Луара Айрапетян продолжила свою музыкальную карьеру в США, где она записала несколько синглов и клипов. В 2013 году она выпустила песню «Fire in Me», которая стала хитом на YouTube и iTunes. В 2014 году она приняла участие в проекте «The Voice of Armenia», где она попала в команду Ивана Дорна. Она дошла до полуфинала, но не смогла пробиться в финал. В 2016 году она выпустила новый сингл «Rebound», который также получил положительные отзывы от поклонников и критиков. В 2017 году она участвовала в благотворительном концерте «We Are One», посвящённом жертвам землетрясения в Армении в 1988 году. В 2018 году она стала одним из судей шоу «X Factor Armenia», где она помогала молодым талантам реализовать свои мечты. В 2019 году она записала дуэт с известным армянским певцом и композитором Арменом Мартиросяном. Песня называлась «You Are My Sunshine» и была посвящена 100-летию Армянской республики. В 2020 году она выпустила свой первый альбом «Luara Melody», который включал в себя 12 песен на английском и армянском языках. Альбом получил высокие оценки от музыкальных экспертов и занял первые места в чартах разных стран. В 2021 году она совершила мировое турне, посетив более 20 городов, включая Нью-Йорк, Лондон, Париж, Берлин, Москву, Ереван и другие.